# Klincz (film 1997)
Klincz (ang. tytuł Gridlock’d) – amerykański komediodramat z roku 1997. Reżyserem produkcji jest Vondie Curtis-Hall, zaś w głównych rolach wystąpili Tupac Shakur i Tim Roth.

## Fabuła
Cookie, Spoon i Stretch to troje przyjaciół biorących narkotyki. Gdy pewnego dnia Cookie przedawkowała i trafiła do szpitala, pozostałych dwóch przyjaciół postanowiło skończyć z nałogiem i udać się na odwyk. Okazuje się to jednak bardzo trudne ze względu na fakt, że panowie nie mają ubezpieczenia.
Film został poświęcony pamięci Tupaca Shakura.

## Obsada
- Tupac Shakur – Ezekiel „Spoon” Whitmore
- Tim Roth – Alexander 'Stretch' Rawland
- Thandie Newton – Barbara „Cookie” Cook
- Vondie Curtis-Hall – D-Reper
- Lucy Liu - Cee-Cee
- Charles Fleischer - Pan Woodson
- Bokeem Woodbine - Mud
- Howard Hesseman - niewidomy
- John Sayles - policjant
- Eric Payne - policjant
- Tom Towles - henchman D-Repera
- Tom Wright as Koolaid
- Billie Neal - sanitariuszka
- James Pickens Jr. - nadzorca
- Debra Wilson - sanitariuszka
- Rusty Schwimmer - pielęgniarka
- Richmond Arquette - lekarz rezydent
- Elizabeth Peña - osoba rekrutacyjna
- Kasi Lemmons - Madonna
- Vondie Curtis-Hall - D-Reper

## Ścieżka dźwiękowa
Ścieżka dźwiękowa do filmu została wydana 28 stycznia 1997 roku nakładem wytwórni Interscope Records oraz Death Row Records.